# الداین (تگزاس)
الداین، تگزاس(به انگلیسی: Aldine, Texas) شهری در ایالت تگزاس از ایالات جنوبی ایالات متحده آمریکا است. در سرشماری سال ۲۰۰۰، جمعیت این شهر ۱۳۹۷۹ نفر اعلام شد.